# Urocystis behboudii
Urocystis behboudii är en svampart som först beskrevs av Esfand., och fick sitt nu gällande namn av Vánky 1985. Urocystis behboudii ingår i släktet Urocystis och familjen Urocystidaceae.   Inga underarter finns listade i Catalogue of Life.